# سیستم‌های معاملاتی جایگزین
سیستم‌های معاملاتی جایگزین (به انگلیسی: electronic communication network) بازارهای فراخوان، سیستم‌های تطبیق، شبکه‌های متقاطع و نیز شبکه‌های ارتباطی الکترونیک را در بر می‌گیرند؛ که در این بین شبکه ارتباطی الکترونیک، بازار الکترونیکی است، که فرایند خرید و فروش سهام را، با ایجاد ارتباط میان کارگزاران و بازارگردان‌ها، که از طرف سرمایه‌گذاران نهادی و خرد به انجام معامله می‌پردازند، بدون نیاز به ارسال سفارش به بورس اوراق بهادار، تسهیل می‌کند.
سیستم‌های معاملات الکترونیکی هستند، که اجازه می‌دهند، سرمایه‌گذارها، معاملات شفافی را از طریق یک دفتر ثبت سفارش باز، انجام دهند و سرمایه‌گذاران به‌جای قراردادن سفارش از طریق یک بازارگردان یا کارگزار، می‌توانند از طریق شبکه‌های ارتباطی الکترونیک به‌طور بی‌نام سفارش‌های خود را ارائه و به‌طور مستقیم، با هم دادوستد کنند. از مشخصه‌های شبکه‌های ارتباطی الکترونیک حضور کمرنگ کارگزاران است.